# Hildegard Feldmann
Pour les articles homonymes, voir Feldmann.
Hildegard Feldmann, née le 4 avril 1936 à Näfels et morte le 9 septembre 1990 à El Sande (Colombie), est une infirmière et missionnaire laïque suisse, active en Inde et en Colombie. 

## Biographie

### Origines
Hildegard Feldmann naît le 4 avril 1936 à Näfels, dans le canton de Glaris. Elle est originaire du même lieu.
Son père, Fridolin Feldmann, est cordonnier ; sa mère est née Maria Luise Amrhein.

### Enfance et études
Elle grandit à Näfels et décide de devenir missionnaire à son adolescence,.
Après l'école secondaire, elle suit une formation d'infirmière à l'hôpital cantonal de Lucerne (de) (1956-1959) et de sage-femme à l'hôpital cantonal de Zurich (1961-1962),.

### Parcours professionnel
Elle devient membre de la communauté des Missionnaires laïques de Fribourg en 1961.
En 1963, Hildegard Feldmann s'engage à la mission de Barwani dans l'État indien du Madhya Pradesh. Elle dirige ensuite la pharmacie de la commune voisine de Chiklya, composée de 14 hameaux parfois éloignés. Elle visite régulièrement la population pour soigner les blessures et les maladies légères, mener des campagnes de vaccination et prendre soin des nourrissons en particulier. En 1982, elle se rend au Bangladesh pour poursuivre son œuvre humanitaire,.
En 1983, Hildegard Feldmann est envoyée en Colombie, où elle poursuit son engagement humanitaire à des tâches similaires. Cependant, elle doit faire face à de nombreux obstacles : la guerre civile entre le gouvernement colombien et la guérilla des FARC, les problèmes politiques et sociaux (corruption endémique), les défaillances des services publics de santé, la prolifération de la drogue et de l'alcoolisme, et une forte mortalité infantile,.
Malgré ces difficultés, elle continue son travail humanitaire à Bocas de Satinga, près de la côte Pacifique. En avril 1990, elle s'installe dans le hameau d'El Sande, plus à l'intérieur des terres, pour apporter son aide aux familles paysannes,.

### Vie privée
Elle reste célibataire et n'a pas d'enfants. 

### Assassinat et hommages
Le 9 septembre 1990, Hildegard Feldmann est abattue à El Sande, dans le département du Nariño, à bout portant dans une maison alors qu’elle soignait une malade. Deux autres civils sont tués avec elle : un catéchiste, Ramon Rojas Erazo, et Nestor Hernando Garcia. 
Elle repose à Samaniego, accompagnée d'une délégation de Tumaco venue lui rendre hommage. Une messe à sa mémoire et à celle de ses compagnons est organisée par la Communauté des missionnaires laïques sise à la Villa Beata, à Villars-sur-Glâne. 

#### Répercussions de son assassinat
Dans une première déclaration, le gouvernement colombien parle de la mort de quatre rebelles, avant d'avouer qu'il s'agit d'un regrettable accident. L'affaire fait grand bruit en Suisse. 
La communauté des Missionnaires laïques, l'association de défense des droits de l'homme Arbeitsgruppe Schweiz-Kolumbien et la Conférence des évêques suisses demandent au Conseil fédéral de faire pression sur le gouvernement colombien pour qu'il clarifie les circonstances du crime et punisse les responsables. Un tribunal militaire et le procureur général de Colombie nient toute responsabilité pénale, bien qu'une enquête parallèle menée par un tribunal civil ait conclu à un meurtre. 
Le procureur général ordonne en 1995 le limogeage des deux officiers responsables, vraisemblablement à la suite de pressions exercées par la Commission interaméricaine des droits de l'homme. La mesure n'est probablement jamais exécutée. 

##### Réexamen de l'affaire
La cour suprême de Colombie rouvre le dossier en 2013 et critique le verdict du tribunal militaire de 1991, le jugeant contraire aux preuves recueillies lors de l'enquête civile. On ne connaît pas les raisons ni les conséquences de ce revirement.

### Fonds d'archives
- Archives sociales suisses, Zurich, Amnesty International Section Suisse, Handakten Marta Fotsch, Relief – Kolumbien: Dossier Hildegard Feldmann, getötet in 1990 in Kolumbien [sic] (1990-1995).
- Collection privée Andrea Spruzina, Avry-Sur-Matran.
- University of Minnesota, Minneapolis, Human Rights Library, Hildegard María Feldman v. Colombia, Case 11.010, Report No. 15/95, Inter-Am.C.H.R., OEA/Ser.L/V/II.91 Doc. 7 at 57 (1996).
- Amnesty International : « Colombia: Further information: Torture and killings: Hildegard Feldmann, Ramón Rojas Erazo », sur Amnesty International (consulté le 20 juin 2024)